# Forgotten Hills
Die Forgotten Hills (englisch für Vergessene Hügel) sind eine kleine Gruppe von Hügeln im Norden des ostantarktischen Viktorialands. Sie ragen an der Westseite des Entstehungsgebiets des Astronaut-Gletschers und rund 10 km südöstlich der Intention-Nunatakker auf.
Ihren Namen, den ihnen die Südgruppe der New Zealand Geological Survey Antarctic Expedition (1966–1967) verlieh, verdanken sie dem Umstand, dass keiner der drei Gruppen der Expedition Zeit fand, sich einer Erkundung der Hügel zu widmen.